# Jonas Ivanauskas
Jonas Ivanauskas (ur. 18 lutego 1960 w Olicie) – litewski duchowny rzymskokatolicki, biskup pomocniczy kowieński w latach 2003-2012, biskup diecezjalny koszedarski od 2012.

## Życiorys
Święcenia kapłańskie otrzymał 14 kwietnia 1985 i został inkardynowany do archidiecezji kowieńskiej. Po święceniach został wikariuszem parafialnym, a w latach 1988-1989 pełnił funkcję prefekta w kowieńskim seminarium. W latach 1990–1992 studiował teologię moralną na Akademii Alfonsjańskiej. Po powrocie do diecezji rozpoczął pracę na Wydziale Teologii Uniwersytetu Witolda Wielkiego. W 2002 został wikariuszem generalnym archidiecezji.
18 października 2003 papież Jan Paweł II mianował go biskupem pomocniczym archidiecezji kowieńskiej, ze stolicą tytularną Canapium. Sakry biskupiej udzielił mu abp Sigitas Tamkevičius.
11 lutego 2012 został mianowany biskupem ordynariuszem diecezji koszedarskiej.